# 鈴木ユカリ
鈴木 ユカリ（すずき ゆかり、1976年1月2日 - ）は日本の女性アイドル歌手。本名同じ。愛知県名古屋市出身。身長164cm、体重44kg。血液型O型。東京都立代々木高等学校卒業。芸映所属。なお、VAPに在籍した同姓同名の演歌歌手（『スター誕生!』を参照）とは別人であり、タレントの鈴木ゆかりとも別人である。

## 来歴
ジャパン・アーチスト音楽学院名古屋校に在籍。芸映にスカウトされ、春日井製菓のキャンデイ「花のくちづけ」のテレビコマーシャルに出演する。ファッション誌のモデルも務める一方、歌手志望で、荻野目洋子「ダンシング・ヒーロー」などを歌っていた。第2回NHK新人歌謡コンテストに参加し、歌手活動の道を拓く。
1992年に、東芝EMIからシングル「私」でデビューした。歌唱力がある女性アイドルシンガーとして期待されたが、当時迎えていたアイドル冬の時代を打ち破るほどの活躍はできなかった。

## ディスコグラフィー

### シングル
1. 私（1992年4月8日発売、TODT-2815）　テレビ朝日系テレビアニメ「ディズニーキッズ」エンディングテーマ
作詞：田口俊 / 作曲：崎谷健次郎 / 編曲：杉山卓夫
  - c/w 夢見る年頃

作詞：田口俊 / 作曲：楠瀬誠志郎 / 編曲：杉山卓夫　コーラス編曲：楠瀬誠志郎・杉山卓夫
2. ときどき電話して（1992年10月7日発売、TODT-2928）　テレビ朝日系娯楽番組「素直がいいね」エンディングテーマ
作詞：田口俊 / 作曲：杉真理 / 編曲：杉山卓夫
  - c/w Stand By You

作詞：田口俊 / 作曲：前田克樹 / 編曲：亀田誠治
3. Dear You（1993年6月23日発売、TODT-3041）　
作詞：朝野深雪 / 作曲：須貝幸生 / 編曲：須貝幸生・神長瞭月
  - c/w きっと大丈夫

作詞：朝野深雪 / 作曲：須貝幸生 / 編曲：須貝幸生・神長瞭月
4. きっと大丈夫（1994年1月26日発売、TODT-3169）　
作詞：朝野深雪・作曲：須貝幸生 / 編曲：須貝幸生・神長弘一
  - c/w Dear My Friends

作詞：朝野深雪 / 作曲：須貝幸生 / 編曲：須貝幸生・神長弘一
5. 夢の降る街（1994年5月11日発売、TODT-3329）　テレビ愛知開局10周年記念「名古屋の歌」当選作品
作詞：濱田久美子 / 作曲：都志見隆 / 補作詞・作曲：三浦徳子 / 編曲：根岸貴幸
  - c/w 夢の降る街（original karaoke）

作曲：都志見隆 / 補作曲：三浦徳子 / 編曲：根岸貴幸
6. 恋が終わるまで（1994年12月14日発売、TODT-3345）
作詞：芹沢類 / 作曲：杉真理 / 編曲：岩崎文紀
  - c/w SMILE FOR MY DREAM　SOGOイメージソング

作詞：壱総寺賢 / 作曲：杉山泰 / 編曲：久米大作

### アルバム
- 未発表である。

## メディア出演

### テレビ
- パンティ・パーティー（TBSテレビ、1992年4月）-「私」
- 夢の音楽舎（日本テレビ系、1992年4月）-「私」
- おはよう朝日です（朝日放送、1992年4月）-「私」
- LueKeeShow（KRTV、1992年5月17日11:30～、日比谷シャンテ）-「私」
- スーパーJOCKEY（日本テレビ系、1992年11月22日）-「ときどき電話して」
- 銀BURA天国（テレビ東京系、1994年5月16日～5月20日、6月13日～6月17日）-「夢の降る街」
- アイドルオンステージ（NHK-BS2、1994年5月）-「夢の降る街」
歌唱。

### ラジオ
- 大阪公開録音（1992年4月11日16:00～、マツダロータリー）

### 書籍
- オリコン（1992年4月13日号）宣伝広告
- オリコン（1992年4月20日号）モノクロ記事
- すっぴん（1992年5月号）モノクロ記事
- 月刊デ・ビュー（1992年6月号、頸文社）記事
- CAPA（1992年8月1日号）表紙写真